# Milciades Adorno
Milciades Bautista Adorno Aguero (Paraguay; 27 de enero de 2005) es un futbolista paraguayo. Juega de delantero y su equipo actual es el Club Guaraní de la Primera División de Paraguay.

## Trayectoria
Adorno debutó con el primer equipo del Club Guaraní, y profesionalmente, el 1 de mayo de 2022 en el empate 2-2 de visita ante Sol de América. Anotó su primer gol profesional el 12 de mayo en la victoria por 2-1 sobre Resistencia.
En septiembre de 2022, fue incluido en la lista de promesas del fútbol mundial del periódico británico The Guardian.
En diciembre de 2022, se anunció su cesión al Sportivo Ameliano para la temporada 2023.

## Clubes
| Club                           | País     | Año           |
| ------------------------------ | -------- | ------------- |
| Club Guaraní                   | Paraguay | 2022-presente |
| Sportivo Ameliano (a préstamo) | Paraguay | 2023-2024     |